# Bractwo Kapłańskie Świętego Jozafata

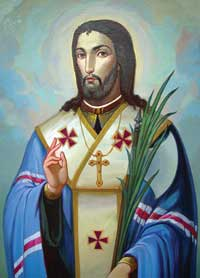
Patron zgromadzenia

Bractwo Kapłańskie Świętego Jozafata Kuncewicza (FSSJK) – międzynarodowe zgromadzenie zrzeszające tradycjonalistycznych księży i seminarzystów katolickich obrządku bizantyjskiego, założone przez księdza Wasyla Kowpaka. Bractwo ściśle współpracuje z Bractwem Świętego Piusa X. Działa na zachodniej Ukrainie. Posiada seminarium we Lwowie i opiekuje się małym żeńskim zgromadzeniem zakonnym.

## Seminarium
Lwowskie seminarium Bractwa Świętego Jozafata jest poświęcone Niepokalanemu Sercu Maryi. Aktualnie kształci około trzydziestu przyszłych księży. Wykładają tam księża mieszkający w Polsce i należący do Bractwa Świętego Piusa X oraz tradycjonalistycznie nastawieni kapłani ukraińscy.

## Poglądy

### Liturgia
Bractwo odrzuca reformy liturgiczne wprowadzone w Ukraińskim Kościele Greckokatolickim. Sprzeciwia się usunięciu Stacji Drogi Krzyżowej, różańca i monstrancji z liturgii i parafii tego kościoła. Nie zgadza się też z porzuceniem języka cerkiewnosłowiańskiego w liturgii, na rzecz ukraińskiego.

### Ekumenizm
SSJK potępia dialog ekumeniczny z prawosławnymi, który jest prowadzony przez papieża, kardynała Lubomyra Huzara, i głównych biskupów Ukraińskiego Kościoła Greckokatolickiego. Propaguje prowadzenie misji katolickich wśród wiernych Cerkwi prawosławnej.

## Relacje z hierarchią Ukraińskiego Kościoła Katolickiego

### Ekskomunika
W 2003 roku kard. Huzar ekskomunikował księdza Kowpaka; ksiądz Kowpak odwołał się do władz kościelnych w Rzymie. Ekskomunika została przez Watykan podtrzymana.

## Święcenia
W lutym 2006 bp Bernard Tissier de Mallerias FSSPX, w warszawskim przeoracie Bractwa Świętego Piusa X wyświęcił dwóch seminarzystów z Bractwa Świętego Jozafata na diakonów. 22 listopada 2006 bp Richard Williamson FSSPX wyświęcił dwóch członków FSSJK na prezbiterów a siedmiu na diakonów. 16 października 2007 bp Bernard Fellay wyświęcił w Warszawie siedmiu prezbiterów.